# Spare Parts
"Spare Parts" je pjesma Brucea Springsteena s njegova albuma Tunnel of Love iz 1987. U nekim je zemljama objavljena kao singl, nakon "Brilliant Disguise", naslovne pjesme i "Tougher Than the Rest", ali ne i u Sjedinjenim Državama. Probila se u top 40 u Ujedinjenom Kraljevstvu, Irskoj i Švedskoj, gdje je zauzela 16. mjesto.

## Povijest
Kao i većina albuma Tunnel of Love, "Spare Parts" je snimljena u Springsteenovu kućnom studiju zvanom Thrill Hill East između siječnja i svibnja 1987. s nekoliko članova E Street Banda. Na ovoj pjesmi, Springsteen je svirao nekoliko instrumenata, a pratili su ga Danny Federici na orugljama, Max Weinberg na perkusijama, Garry Tallent na basu i James Wood (koji nije bio član E Street Banda) na usnoj harmonici.
"Spare Parts" je pjesma s najviše rock prizvuka na albumu Tunnel of Love, ali joj nedostaje istančanosti i tekstualne slojevitosti koja obilježava cijeli album, iako tema ljubavi kao laži dominira srednjim dijelom albuma. Glazbeno, pjesmom dominiraju zarazna gitarska dionica i propulzivni zvuk bubnjeva. Teme pjesme uključuju otuđenje i užas u ljubavi, posljedice izbjegavanja obveze, te nemogućnost življenja bez obveza. Sveukupno, pjesma je mučna, ogoljena i nesentimentalna.
Ogorčeni, hladni stihovi kazuju priču o majci koju je napustio njezin dečko koji joj ne daje ništa osim praznih obećanja. Uvodni stihovi su neskladni te uspostavljaju ugođaj: "Bobby said he'd pull out/Bobby stayed in/Janey had a baby/It wasn't any sin/They were set to marry on a summer's day/Bobby got scared and ran away." Ona pokušava samostalno uzdržavati dijete i čuje kako je druga mlada majka počinila infanticid. Iako pomišlja kako bi mogla učiniti isto utapajući sina, na kraju prihvaća svoju odgovornost, odgovara se od nauma i umjesto toga krsti dječaka.
Za razliku od drugih spotova s albuma Tunnel of Love, spot za "Spare Parts" nije režirao Meiert Avis nego Carol Dodds.

## Povijest koncertnih izvedbi
"Spare Parts" je bila jedna od najpopularnijih koncertnih pjesama s albuma Tunnel of Love. Od Tunnel of Love Express Toura do srpnja 2005., pjesma je izvedena 132 puta.

## Vanjske poveznice
- Stihovi "Spare Parts"  Arhivirana inačica izvorne stranice od 22. veljače 2009. (Wayback Machine) na službenoj stranici Brucea Springsteena